# Medul·lí (família)
Medul·lí (en llatí Medullinus) va ser un nom de família de la gens Fúria. Els Medul·lí eren patricis. El nom deriva de la ciutat llatina de Medúl·lia (Medullia) que va passar en data molt primerenca a domini romà. Un Medul·lí ja apareix als Fasti l'any 488 aC, i al tractat anomenat foedus Cassianum amb la Lliga Llatina, el que indicaria que els Medul·lí, o almenys aquesta branca, no eren ja llatins sinó romans. Els Tulii Hostilii eren també originaris de Medullia.
Membres destacats de la família van ser:
- Sext Furi Medul·lí Fus, cònsol el 488 aC
- Espuri Furi Fus, cònsol el 481 aC.
- Luci Furi Medul·lí Fus (cònsol), cònsol el 474 aC
- Publi Furi Medul·lí Fus, cònsol el 472 aC
- Espuri Furi Medul·lí Fus, cònsol el 464 aC
- Agrippa Furi Medul·lí, cònsol el 446 aC
- Luci Furi Medul·lí Fus (tribú), tribú amb potestat consular a finals del segle V aC
- Luci Furi Medul·lí (cònsol), cònsol el 413 aC i el 409 aC
- Luci Furi Medul·lí (tribú set vegades), tribú amb potestat consular
- Espuri Furi Medul·lí (tribu 400 aC), tribú amb potestat consular
- Luci Furi Medul·lí (tribú dues vegades), tribú amb potestat consular
- Espuri Furi Medul·lí (tribú 378 aC) tribú amb potestat consular